# Испанская коммунистическая рабочая партия (1973)
Испа́нская коммунисти́ческая рабо́чая па́ртия (ИКРП; исп. Partido Comunista Obrero Español, PCOE) — марксистско-ленинская политическая партия в Испании. Молодёжное крыло организовано в Коммунистическую федерацию молодёжи Испании. В Каталонии ИКРП связана с Коммунистической рабочей партия Каталонии.

## История
Испанская коммунистическая рабочая партия создана в 1973 году группой под руководством ветерана Гражданской войны Энрике Листера, покинувшего Коммунистическую партию Испании (в которую он позднее вернулся в 1986 году).
Раскол произошёл на почве конфликта единомышленников Листера с обвинённым ими в реформизме руководством КПИ во главе с Сантьяго Каррильо, проводившим политику еврокоммунизма. Позиция Листера, поддержавшего ввод советских войск в Чехословакию в 1968 году, была поддержана лишь меньшинством КПИ, создавшим Испанскую коммунистическую рабочую партию, придерживавшуюся просоветской линии. ИКРП была легализована 31 октября 1977 года, одновременно с возвращением Энрике Листера из Москвы. На последующих выборах партия не получила парламентского представительства, хотя в избирательных округах, где была представлена, опередила остальные левые внепарламентские организации. Большинство активистов ИКРП в первую очередь связаны с заводскими рабочими.
В апреле 1986 года меньшинство ветеранов мадридской ячейки ИКРП во главе с её генеральным секретарем Энрике Листером, вернулись в КПИ после исключения из партии фракции, руководимой Сантьяго Каррильо.
В 2000 году представители трёх ячеек ИКРП приняли участие в объединительном съезде с Коммунистической партией народов Испании, но остальная часть партии отказалась вступать в эту партию.
7 апреля 2010 года состоялся XIV съезд ИКРП, на котором генеральным секретарем партии был избран Фернандо Бархас.
Испанская коммунистическая рабочая партия имеет ячейки в Мадриде, Каталонии, Андалусии, Галисии, Кастилии и Эстремадуре.
У организации есть веб-сайт «Искра» и печатные органы «Анализ» и «Социалистическая теория».

## Генеральные секретари ИКРП
- Энрике Листер (1973—1986)
- Мануэль Гонгора (до 2010)
- Фернандо Бархас (с 2010)

## Результаты на выборах
На всеобщих выборах 1982 года ИКРП получила 25.830 голосов (0,12 %).